# Mathieu Bandello

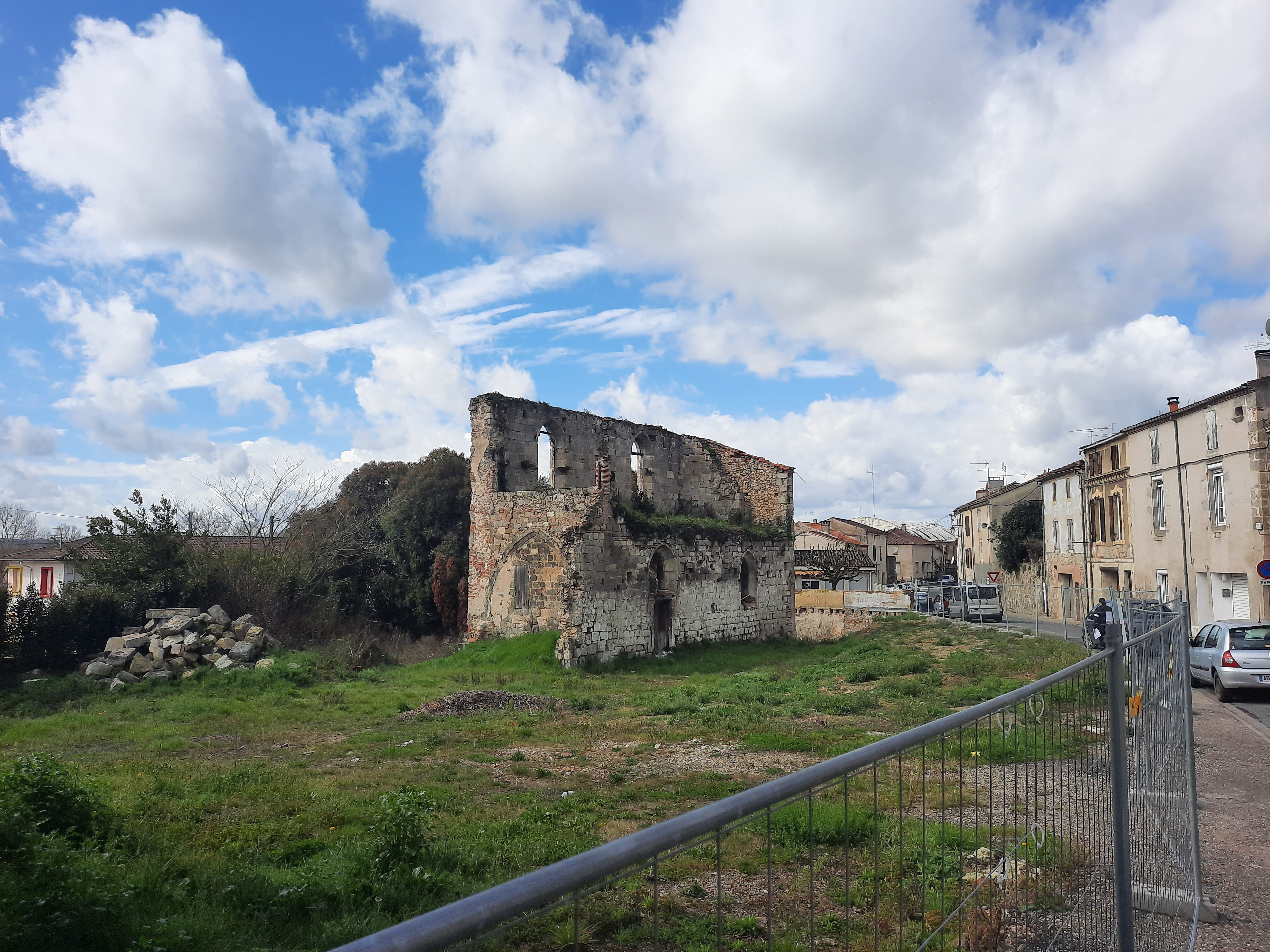
Eglise des Jacobins de Port-Sainte-Marie. Lieu de sépulture de Mattéo Bandello

Mathieu Bandello, ou encore Matteo Bandello est un évêque d'Agen et écrivain italien du XVIe siècle, né en 1480 ou vers 1484 à Castelnuovo Scrivia, dans l'actuelle province d'Alexandrie, au Piémont et mort au château de Bazens, propriété des évêques d'Agen, en 1561.

## Biographie

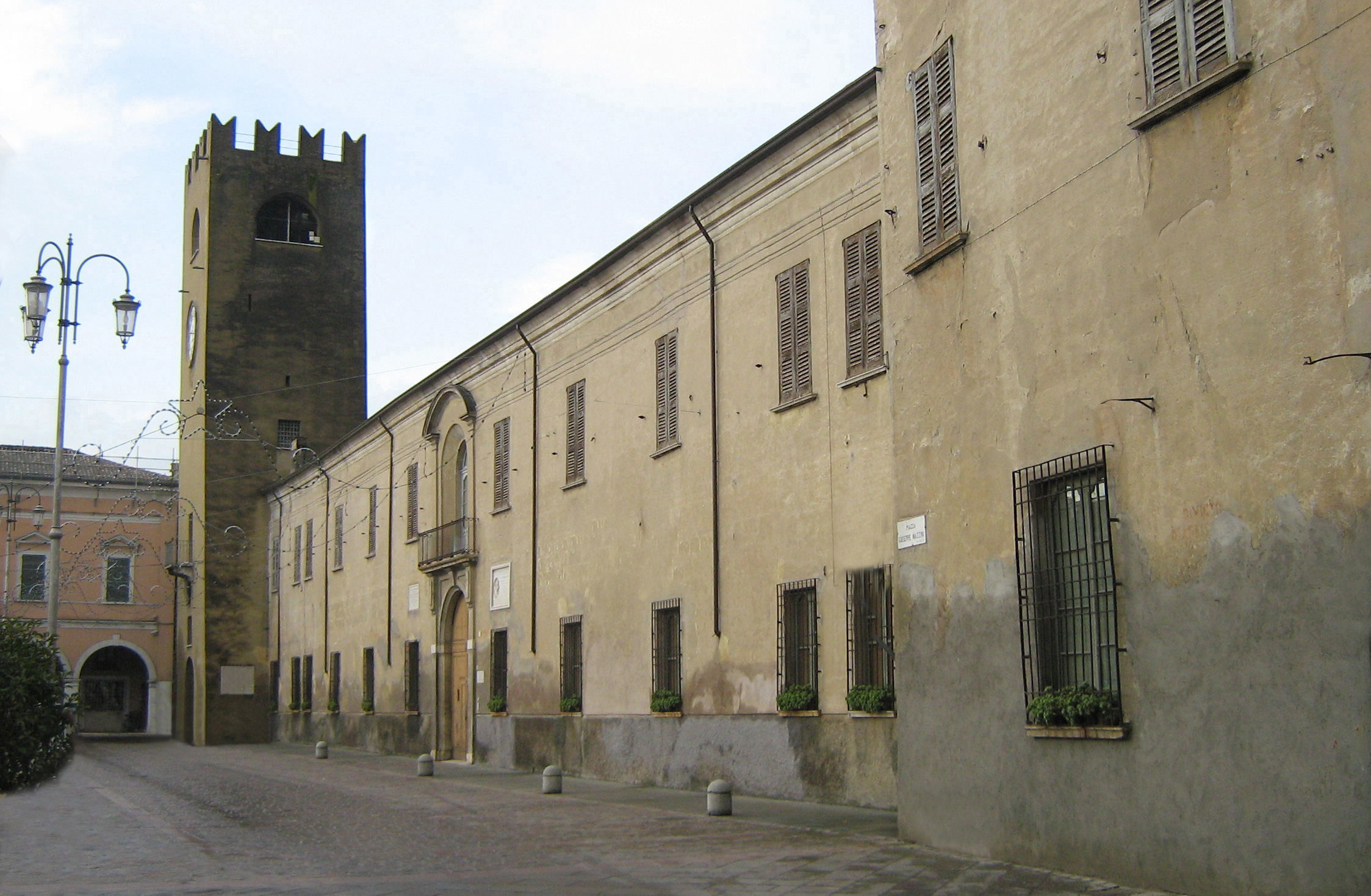
Castel Goffredo, Palais Gonzague-Acerbi

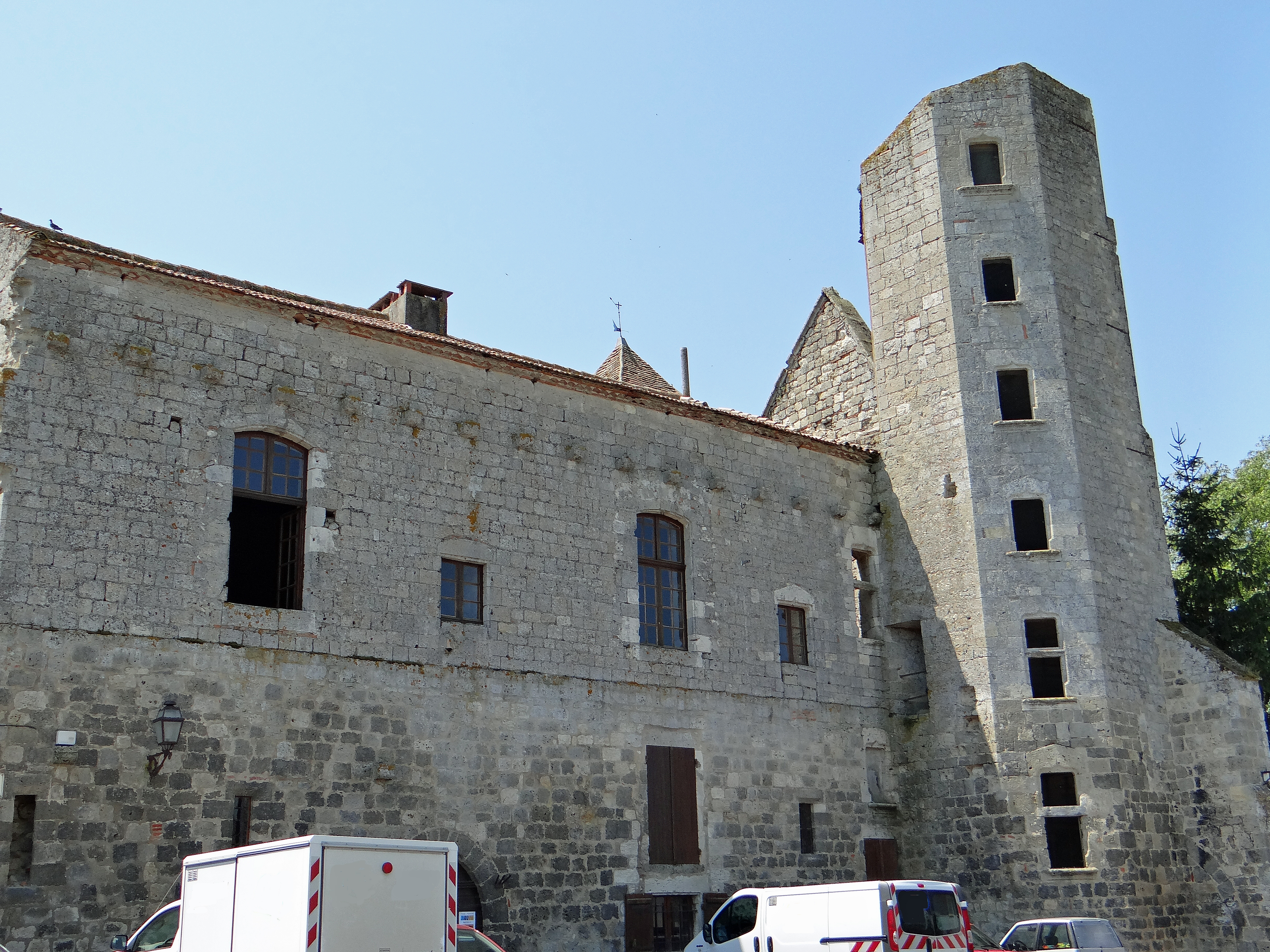
L'aile nord du château de Bazens

Matteo Maria Bandello est né à Castelnuovo Scrivia en 1480, d'une famille de la petite noblesse lombarde. Son oncle, Vincenzo Bandello, est le prieur du couvent de Santa Maria delle Grazie de Milan, de 1495 à 1500. Matteo Bandello suit son exemple en entrant dans les ordres. Il fait ses études dans divers couvents dominicains.
À Milan, il est au service d'Alessandro Bentivoglio et de son épouse Ippolita Sforza. Il a fait un voyage à la cour de France en 1510-1511. Il fréquente  la cour de Maximilien Sforza jusqu’à la chute de celui-ci en 1515. On le retrouve alors à Mantoue. C'est là qu'il rencontre la Mencia dont il chante la beauté dans ses Rime. Il rentre à Milan en 1522, après la victoire remportée sur les Français par François II Sforza.
Il est sans doute impliqué, en 1525, dans la conjuration anti-espagnole de Gerolamo Morone. Il fuit en tout cas cette année-là Milan. Il assure alors la fonction de secrétaire de Cesare Fregoso. En 1529 il a participé à la négociation pour le mariage de son maître, Cesare Fregoso, avec Costanza Rangoni. En 1531, à la naissance de Giano Fregoso, Janus Frégose en français, il écrit un poème.
Quand Cesare Fregoso choisit le parti du roi de France François Ier, en 1536, il est reçu avec son maître par le roi à Avignon en septembre. La sœur du roi, Marguerite de Navarre les reçoit chaleureusement.
Il est l’hôte  du marquis Aloisio Gonzaga, à Castel Goffredo, de 1538 à 1541. Lucrezia Gonzaga di Gazzuolo  devient son élève. Il écrit une série de onze poèmes en son hommage, i canti XI, poema in ottave in lode di Lucrezia Gonzaga di Gazzuolo.
C'est pendant ce séjour qu'il traduit en vers italiens l' Ecuba d'Euripide. Il envoie la traduction à Marguerite de Navarre avec une dédicace datée du 20 juin 1539.
Cesare Fregoso est assassiné le 3 juillet 1541 à Pavie au cours du voyage d'une mission diplomatique pour le roi de France à Venise. L'ambassadeur de France à Venise, Guillaume Pellicier, écrivit à Marguerite de Navarre pour lui recommander sa veuve Constanza Rangoni et ses enfants qui étaient dans l'embarras financier et politique, réfugiés à Venise.
La protection de Marguerite de Navarre leur a permis de venir en France où le cardinal de Lorraine, évêque d'Agen, leur laisse la disposition du château de Bazens, résidence d'été des évêques. Matteo Bandello a suivi Costanza Rangoni Fregoso en Guyenne, vivant dans  les résidences épiscopales de Bazens et de Monbran. Il est d'abord nommé curé de l'église Notre-Dame de Cabalsaut.
Il va continuer à travailler à ses Rime et à ses Canti XI sur l'amour spirituel. Il a dédié ses Rime à Marguerite de France, en 1544, et ses Canti XI à des personnalités de la cour.
Depuis les deux épiscopats des della Rovere à Agen, Leonardo (1487-1519) et Antonio (1519-1538), un petit cénacle d'artistes italiens se trouvait à Agen. Jules César Scaliger y était arrivé à la demande d'Antoine de La Rovère en 1525.
Il est nommé par Henri II, en 1550, évêque d'Agen ; il se démet de ses fonctions au bout de 5 ans au profit de son ancien élève Janus Frégose, fils de Cesare Fregoso.
Vivant ensuite dans le château de Bazens, il a été enterré dans l'église des Jacobins de Port-Sainte-Marie.

## Œuvres
On a de lui :
- des Nouvelles, dans le genre de Boccace. Il s’agit de l’œuvre la plus connue de Matteo Bandello. On dénombre au total 214 nouvelles, divisées en quatre parties. Les trois premières parties sont publiées à Lucques en 1554, la dernière à Lyon en 1573. Les nouvelles de Bandello connaissent vite un grand succès en France. Pierre Boaistuau est le premier à en traduire six, et notamment l'histoire de Roméo et Juliette. François de Belleforest en traduit douze autres. Les dix-huit nouvelles ainsi traduites paraissent  en 1559 sous le titre d'« Histoires tragiques extraites des œuvres italiennes de Bandel et mises en langue française ». Alfred de Musset adaptera en 1835 l'une de ces nouvelles au théâtre, sous le titre La Quenouille de Barberine. Certaines nouvelles qui avaient été traduites en anglais par William Painter ont inspiré des pièces de théâtre à William Shakespeare : Roméo et Juliette, Beaucoup de bruit pour rien, et La Nuit des rois.
- Rime
- Hécube (1538), une tragédie adaptée d'Euripide.
- Alcuni fragmenti de le rime, des poésies publiées à Turin en 1816.
- I canti XI, poema in ottave in lode di Lucrezia Gonzaga di Gazzuolo.

## Sources
- Matteo Bandello, Nouvelles, Imprimerie Nationale Éditions, 2001.